# Liste der Kulturdenkmäler in Rödersheim-Gronau
In der Liste der Kulturdenkmäler in Rödersheim-Gronau sind alle Kulturdenkmäler der rheinland-pfälzischen Ortsgemeinde Rödersheim-Gronau aufgeführt. Grundlage ist die Denkmalliste des Landes Rheinland-Pfalz (Stand: 18. Juli 2022).

## Einzeldenkmäler
| Bezeichnung                               | Lage                                                       | Baujahr                                    | Beschreibung | Bild                           |
| ----------------------------------------- | ---------------------------------------------------------- | ------------------------------------------ | --- | ------------------------------ |
| Wohnhaus                                  | Gronau, Hauptstraße 7 Lage                                 | 1740                                       | anspruchsvolles barockes Wohnhaus, teilweise Fachwerk, Walmdach, bezeichnet 1732; zweiteilige Toranlage, bezeichnet 1740 | BW                             |
| Sühnekreuze                               | Gronau, Pfalzgraf-Theodor-Straße Lage                      | ab der zweiten Hälfte des 15. Jahrhunderts | in der Umfassungsmauer des Friedhofs zwei Sühnekreuze, roter bzw. gelber Sandstein, zweite Hälfte des 15. Jahrhunderts (?) bzw. erste Hälfte des 16. Jahrhunderts | Fotos hochladen                |
| Wohnhaus                                  | Gronau, Schloßstraße 2 Lage                                | 1719                                       | ehemaliges Gesindehaus des Schlosses Gronau; barocker Krüppelwalmdachbau, teilweise Fachwerk (verputzt), bezeichnet 1719 | Fotos hochladen                |
| Hofanlage                                 | Gronau, Schloßstraße 3 Lage                                | 1843                                       | Dreiseithof, 19. Jahrhundert; eineinhalbgeschossiges Wohnhaus mit Krüppelwalmdach, 1843 | BW                             |
| Protestantische Kirche                    | Gronau, Schulstraße 2 Lage                                 | 1746–53                                    | Saalbau mit Dachreiter, 1746–53, Architekt Franz Wurth, Mannheim; Sandsteingrabplatte, um 1720 | weitere Bilder Fotos hochladen |
| Friedhofskreuz und Grabmale               | Rödersheim, Friedhofstraße, auf dem Friedhof Lage          | ab 1880                                    | Friedhof 1835 angelegt, 1866 und 1969 erweitert; - Friedhofskreuz, bezeichnet 1880; - vier Grabstätten der Rödesheimer Pfarrer; - Grabmal L. Schmitt († 1917), reich ornamentierte Grabstele                                                                           | BW                             |
| Hofanlage                                 | Rödersheim, Hauptstraße 121 Lage                           | 1864                                       | ehemaliger Hakenhof, 1864; eingeschossiges Wohnhaus mit Kniestock, Scheune | BW                             |
| Schwesternhaus                            | Rödersheim, Hauptstraße 133 Lage                           | 1905/06                                    | ehemaliges katholisches Schwesternhaus; späthistoristischer sandsteingegliederter Ziegelbau, 1905/06 | BW                             |
| Wohnhaus                                  | Rödersheim, Hauptstraße 140 Lage                           | zweite Hälfte des 18. Jahrhunderts         | spätbarockes Wohnhaus mit Krüppelwalmdach, zweite Hälfte des 18. Jahrhunderts (1776?); Torfahrt; straßenbildprägend | BW                             |
| Wohn- und Gasthaus                        | Rödersheim, Hauptstraße 176 Lage                           | um 1880                                    | großvolumiges Wohnhaus mit Gastwirtschaft, um 1880 | BW                             |
| Oberhof                                   | Rödersheim, Hauptstraße 210 Lage                           | Mitte des 18. Jahrhunderts                 | Wohnhaus, eingeschossiger Krüppelwalmdachbau, Mitte des 18. Jahrhunderts | Fotos hochladen                |
| Wegekreuz                                 | Rödersheim, Hauptstraße, Ecke Wachenheimer Straße Lage     | zweite Hälfte des 18. Jahrhunderts         | Wegekreuz, barocker Sockel, zweite Hälfte des 18. Jahrhunderts, Kreuz und Korpus von 1879 | BW                             |
| Bildstock                                 | Rödersheim, Meckenheimer Straße Lage                       | 1682                                       | Bildstock, Sandsteinsäule, Aufsatz mit Figurennische, bezeichnet 1682; ältester Bildstock im Landkreis | BW                             |
| Katholischer Pfarrhof                     | Rödersheim, Schäfergasse 4 Lage                            | 1877                                       | Walmdachbau, 1877; Scheune mit Krüppelwalmdach und Nebengebäude, um 1785 | BW                             |
| Katholische Pfarrkirche St. Leo der Große | Rödersheim, Schäfergasse 6 Lage                            | 1738/39                                    | spätbarocker Saalbau mit im Kern mittelalterlichem Fassadenturm, 1738/39, Architekt Guckert, Speyer; querhausartige Erweiterung, Sakristei und Chor 1907, Architekt Wilhelm Schulte I., Neustadt; mit Ausstattung; zugehörig der katholische Pfarrhod (Schäfergasse 4) | weitere Bilder Fotos hochladen |
| Kreuz                                     | Rödersheim, Schäfergasse, vor Nr. 6 Lage                   | 1869                                       | Kruzifix, 1869 | BW                             |
| Wegekreuz                                 | Rödersheim, südlich des Ortes; Flur Am Hochdorfer Weg Lage | 1880                                       | Wegekreuz, Sandsteinkruzifix mit Metallkorpus, bezeichnet 1880 | BW                             |